# Déryné Bisztró

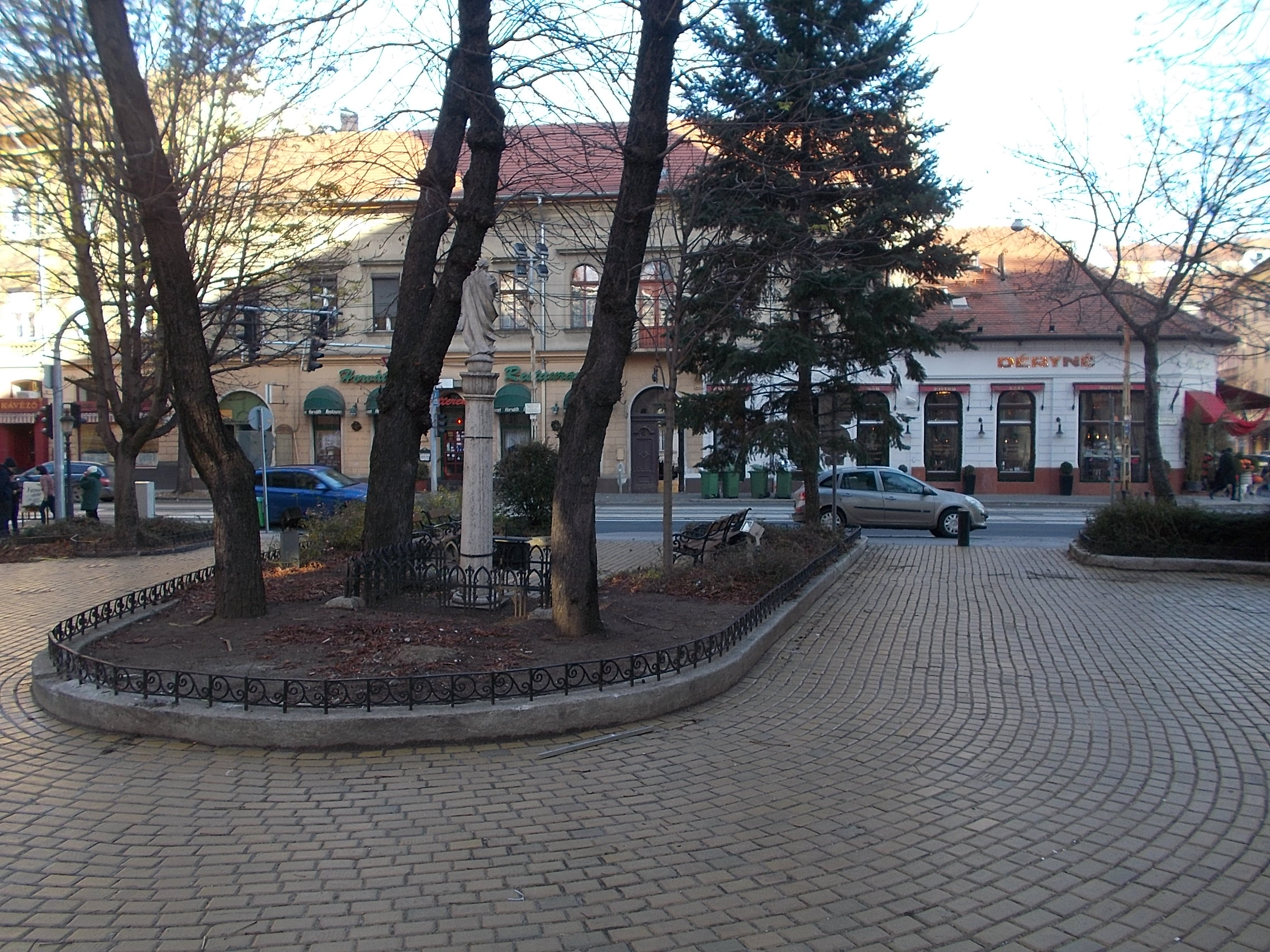
Krisztina tér háttérben a Déryné Bisztró

A Déryné Buda belvárosában, a Krisztina tér 3. alatt található.

## Története
Története messze visszanyúlik 1951-es születése elé. Ugyanebben az épületben 1914-ben nyílt az Auguszt cukrász dinasztia  főüzlete. Auguszt 1870 és 1907 között hat különböző üzleten vándorolt végig az Attila úton; 1907-től 1915-ig a Casino földszintjén bérelt helyiséget, 1914-ben került a Roham utca és Krisztina tér sarkára. Auguszt E. József párizsi mintára, fényűző stílusban építtette át az épületet. Az üzletet akkoriban budai Gerbeaud-nak is becézték, a legfontosabb irodalmi és történelmi személyiségek koptatták székeit, köztük Márai Sándor törzshelye is volt. A cukrászda a második világháború előtti budapesti kávéházkultúra meghatározó intézménye lett pár év alatt, a Krisztina tér, Alagút utca és a Roham utca fókuszpontjában, szó szerint a Krisztinavárosi Havas Boldogasszony plébániatemplom árnyékában. A cukrászda előtt a Roham utca sokáig piactérként, Buda belvárosaként üzemelt, a mai napig közvetlen lépcsővel a budai várba. A kétszintes épület pompás emeleti lakásában az Auguszt család lakott.
A második világháborúban bombatalálat érte a házat, az emeletet azonban már nem építették újjá. Az újjászületett Auguszt üzletet 1951-ben államosították, és Déryné néven a kor stílusának megfelelő „modern” eszpresszót hoztak létre. A Dérynében zongora és dob, sütemények és némi alkohol szórakoztatta a közönséget. A budai fiatalság és művészvilág egyik legkedveltebb találkozóhelye és szórakozóhelye lett a 60-as években, egészen a rendszerváltás előtti időkig.

## Jelene
Az üzletet 2007 nyarán egy budai család rekonstruálta a műemlékvédelem és történészek bevonásával; a keresztség alatt a Déryné nevet kapta. A klasszikus budai kávéház létrehozásával, a feledésbe merült pékség és kézműves cukrászműhely újjáépítésével az üzlet vendéglátásának 96 éves hagyománya állt helyre. Ma a Déryné pékség neves budapesti deliknek és vendéglátóhelyeknek szállít naponta több mint 72-féle pékterméket és finompékárut. Az üzlet bisztrókonyhája a rangos Gault Millau 2012. évi étteremkalauzában 12,5 pontot kapott, majd a Michelin guide nemzetközi étterem kalaúz “Bib Gourmand” minősítését is megítélték a kávéháznak. Később a Michelin ajánlott kategóriába is sorolta. Belbuda legnagyobb vendéglátó helye a Dining Guide hazai étteremkalaúz top10 listáinak állandó szereplője.
Tulajdonosa 2008-tól Kovács Kristóf televíziós producer.